# مشهد، اسرائیل
مشهد (به عبری: משהד) نام روستایی عرب‌نشین در منطقه جلیل در استان شمال، اسرائیل است. براساس آمار سازمان مرکزی آمار اسرائیل، جمعیت شهر، بالغ بر ۶،۷۰۰ نفر می‌باشد.
مشهد در فاصله ۵ کیلومتری شمالِ‌شرقی شهر ناصره واقع شده‌است.